# Чернігівське товариство «Просвіта»
Чернігівське товариство «Просвіта» — громадська організація, заснована 27 грудня 1906 року в місті Чернігів.
Перші загальні збори товариства відбулись 27 грудня 1906 у залі Чернігівської міської управи під головуванням І. Л. Шрага, який на той момент очолював українську парламентську громаду при Державній думі. На початку зборів І. Л. Шраг зачитав присутнім статут товариства. Виступали М. Коцюбинський та М. Вороний, які повідомили про намір відкриття в Чернігівській губернії шкіл, бібліотек та читалень в українському дусі. На зборах було обрано членів правління товариства. До нього увійшли: І. Шраг — адвокат, В. Коцюбинська — дружина М. Коцюбинського, М. Коцюбинський — службовець статистичного бюро, В. Андрієвський — службовець губернської земської управи, Ф. Левицька — службовець губернської земської управи, М. Жук — вчитель малювання, митець. Головою товариства «Просвіта» було обрано М. Коцюбинського, який керував нею у 1906—1908 рр. Чернігівська «Просвіта» налічувала 45 членів.
З перших днів заснування товариства керівництво приділило увагу організації бібліотеки та читальні для користування членів «Просвіти» та всього населення Чернігівської губернії.
Ще одним напрямом роботи товариства стало влаштування концертів та літературних вечорів. Так, 28 лютого 1907 року в Чернігові відбувся концерт М. Лисенка та О. Мишуги, а також хору аматорів. У квітні 1907 р. відбувся літературно-музичний вечір у пам'ять 46-х роковин смерті Т.Шевченка, який організувала чернігівська «Просвіта». Святкування готувалося з великими перешкодами «шанованого уряду».
Проводилася лекційна робота. Так, лікар Георгій Васильович Тессен 14 жовтня 1907 року прочитав на Лісковиці лекцію українською мовою про холеру.
Влітку 1907 року відбулося відкриття філії «Просвіти» в м. Ніжині. Фундатором товариства був член чернігівської «Просвіти» Є. С. Шульга. Організація нараховувала 40 членів. Це були місцеві соціал-демократи, зокрема інтелігенція і студентська молодь міста. Діяльність «Просвіти» через переслідування влади була епізодичною. 1914 року ніжинська «Просвіта» припинила свою діяльність.
На початку 1908 року відкрилася філія чернігівської «Просвіти» у Козельці. За повідомленням газети «Рада» від 13 лютого 1908 року, перший літературно-вокальний вечір при обмежених силах пройшов організовано та цікаво. Головним завданням товариство поставило заснування української бібліотеки. Рада товариства для своїх членів організовувала лекції, читання рефератів, вокальні вечори, обов'язково з танцями. Також готувалися вистави гуртком аматорів — п'єса «Назар Стодоля» та водевіль «Де два цілуються, третій губ не простягай». Крім того, товариство передплачувало часопис «Рада». Козелецька «Просвіта» налічувала 40 членів, була закрита наказом чернігівського губернатора в червні 1908 року.
1908 рік для чернігівської «Просвіти» став найважчим, оскільки вона втратила своїх найкращих керманичів і пережила багато репресій та заборон. Так, 21 серпня 1908 року чернігівському поліцмейстеру було запропоновано виключити з товариства найбільш політично неблагонадійних, а саме — М. Коцюбинського, В. Коцюбинську, І. Шрага, Л. Шрамченка, Ф. Левицьку, що і було зроблено 1 вересня 1908 року.
Після цього «Просвіта» стала «такою тихою, що неначе її зовсім не має в городі». У 1910 р. із програми вечорів, які організувала чернігівська «Просвіта» цензура виключила все, крім співів. Поліція ретельно спостерігала за дотриманням цих вимог. Навіть на дитячих вечорах було заборонено читати вірші та байки українською мовою. Товариству заборонили провести шевченківський вечір і народні читання, а 25 липня 1911 року товариство остаточно припинило свою діяльність, приміщення та бібліотека були передані земській управі.
28 березня 1917 року товариство «Просвіта» в Чернігові відновило свою діяльність. Першочерговим завданням було визначено заснування таких секцій: шкільної, бібліотечної, видавничої, лекційної, етнографічної. Крім того, взято за мету організувати драматичний гурток та український хор.
Постійного помешкання чернігівська «Просвіта» не мала і на початку своєї діяльності розташовувалась у приміщенні лікарні дворянського притулку, де і відбувалися засідання ради та різних комісій. 24 квітня 1917 року товариству нарешті вдалося провести перші загальні збори, які відбулись у залі колишнього дворянського зібрання. Було обрано раду товариства з 15 осіб: І. Шраг, І. Коновал, В. Коцюбинська, В. Базилевич, Ф. Шкуркіна-Левицька, М. Костенко, А. Косовець, В. Еланський, Р. Бжеський, Ф. Смиринський, О. Приходько, А. Верзилов, Д. Лебедь, священик Пальчевський, солдат М. Кукса, кандидати: М. Діаконенко, Л. Нарочницький, Г. Діденко. Головою обрано І. Шрага, а секретарем І. Коновала.
Протягом 1917 року були проведені три загальні збори чернігівської «Просвіти»: навесні, влітку та восени. Основними питаннями, які піднімались під час цих зустрічей, були, по-перше, створення умов для діяльності секцій товариства, налагодження роботи філій товариства по селах та містечках, організація допомоги з боку місцевої влади щодо подальшої розбудови позашкільної освіти в губернії загалом.
До початку 1918 року на теренах губернії було засновано майже 100 «Просвіт», а до середини 1919-го — 340, окремі з яких мали філії.